# Renata Chlumska

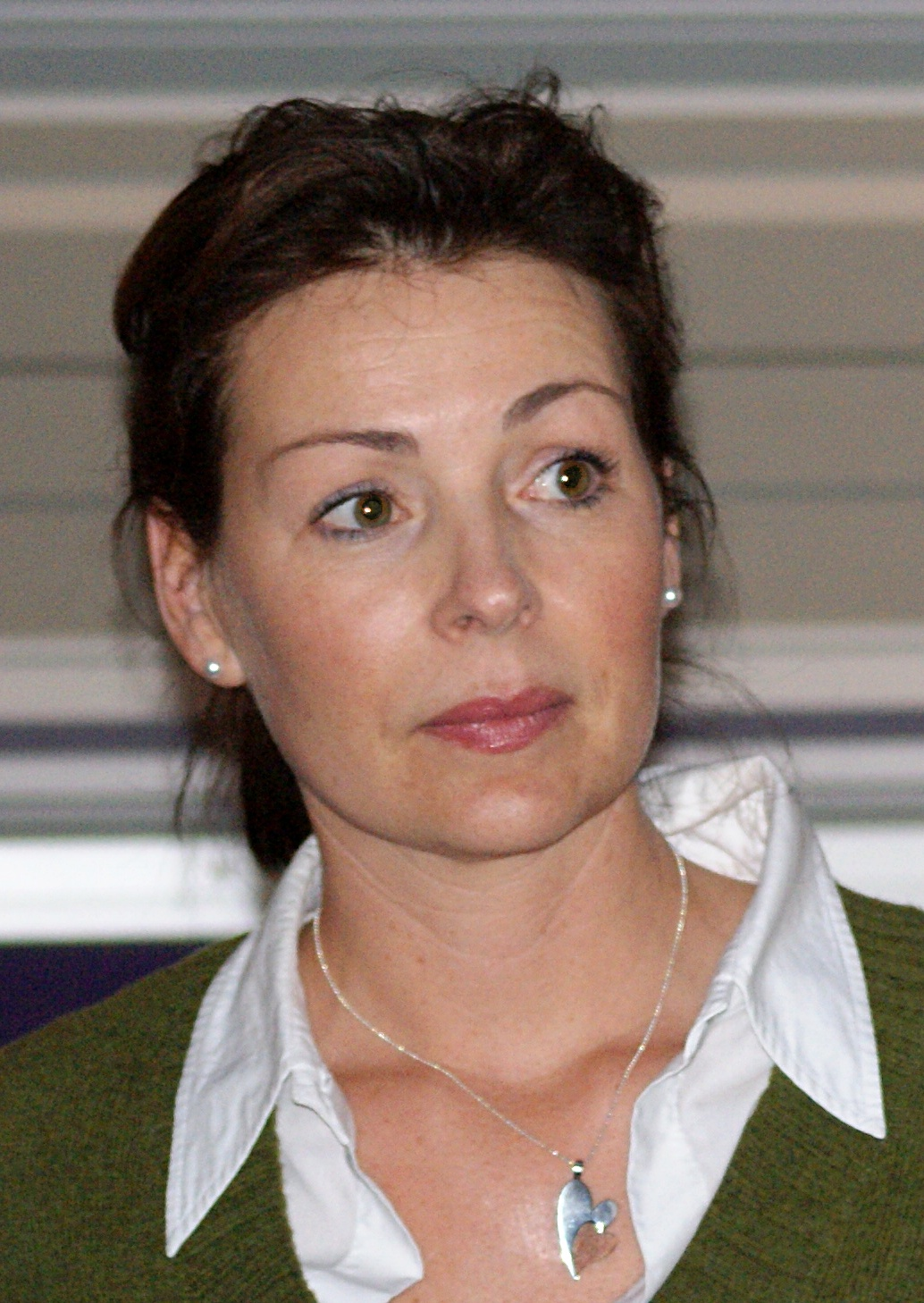
Renata Chlumska, 2011

Renata Chlumska (* 9. September 1973 in Malmö) ist eine schwedisch-tschechische Extrembergsteigerin.

## Werdegang
Chlumska hat sowohl die schwedische als auch tschechische Staatsbürgerschaft. Im Jahre 1999 bestieg sie als erste Schwedin bzw. Tschechin den Mount Everest. Daraufhin bestieg sie den Denali, Puncak Jaya, Elbrus, Aconcagua und Kilimanjaro. Am 15. Dezember 2014 bestieg sie den Mount Vinson. Damit hatte sie als erste schwedische und tschechische Frau die Seven Summits bewältigt.
Sie war mit Göran Kropp verlobt, der 2002 bei einem Bergunfall starb. Im Jahre 2005 setzte sie Kropps ursprüngliche Pläne in einem „Around America Adventure“ um, bei dem sie im Kajak oder auf dem Fahrrad die 48 Staaten der Contiguous United States durchquerte. 
Chlumska lebt in Jönköping.